# Galerucella stefanssoni
Galerucella stefanssoni là một loài bọ cánh cứng trong họ Chrysomelidae. Loài này được Brown miêu tả khoa học năm 1938.